# Elpasolith
Elpasolith ist ein sehr selten vorkommendes Mineral aus der Mineralklasse der Halogenide mit der chemischen Zusammensetzung K2[12]Na[6][AlF6]. Es ist damit chemisch gesehen ein Kalium-Natrium-Aluminofluorid.
Elpasolith kristallisiert im kubischen Kristallsystem und konnte bisher nur in Form körniger bis massiger Mineral-Aggregate entdeckt werden, die aus farblosen und durchsichtigen bis durchscheinenden Kristallen von weniger als einem Millimeter Größe bestehen. Der Habitus dieser Elpasolithkristalle ist meist oktaedrisch oder trapezoedrisch und deren Oberflächen weisen einen schwachen glas- bis fettähnlichen Glanz auf.

## Etymologie und Geschichte
Entdeckt wurde Elpasolith in Mineralproben aus den Quarz-Mikroklingängen im Pikes Park Granit in El Paso County (Colorado). Die Analyse und Erstbeschreibung erfolgte 1883 durch W. Cross, W. F. Hillebrand, die das Mineral nach dem US-County benannten, in dem dessen Typlokalität liegt, und dem Anhang -lith (altgriechisch λίθος líthos, deutsch ‚Stein‘).
Da der Elpasolith bereits lange vor der Gründung der International Mineralogical Association (IMA) bekannt und als eigenständige Mineralart anerkannt war, wurde dies von ihrer Commission on New Minerals, Nomenclature and Classification (CNMNC) übernommen und bezeichnet den Elpasolith als sogenanntes „grandfathered“ (G) Mineral. Die seit 2021 ebenfalls von der IMA/CNMNC anerkannte Kurzbezeichnung (auch Mineral-Symbol) von Elpasolith lautet „Elp“.

## Klassifikation
Die strukturelle Klassifikation der International Mineralogical Association (IMA) zählt den Elpasolith zur Gruppe der stöchiometrischen Doppelperowskite in der Perowskit-Supergruppe. Hier bildet er zusammen mit Kryolith und Simmonsit die Elpasolith-Untergruppe.
Bereits in der veralteten 8. Auflage der Mineralsystematik nach Strunz gehörte der Elpasolith zur Mineralklasse der „Halogenide“ und dort zur Abteilung der „Doppelhalogenide“, wo er zusammen mit Kryolith die „Kryolith-Elpasolith-Gruppe“ mit der Systemnummer III/B.03 und den weiteren Mitgliedern Chukhrovit, Creedit, Gearksutit, Jarlit, Kryolith, Kryolithionit, Tikhonenkovit, Usovit und Yaroslavit sowie dem 2006 diskreditierten Boldyrevit bildete.
In der zuletzt 2018 überarbeiteten Lapis-Systematik nach Stefan Weiß, die formal auf der alten Systematik von Karl Hugo Strunz in der 8. Auflage basiert, erhielt das Mineral die System- und Mineralnummer III/B.03-040. Dies entspricht ebenfalls der Abteilung „Doppelhalogenide“, wo Elpasolith zusammen mit Bøgvadit, Calcjarlit, Colquiriit, Fluornatrocoulsellit, Jarlit, Jørgensenit, Kryolith, Kryolithionit und Simmonsit eine unbenannte Gruppe mit der Systemnummer III/B.03 bildet.
Die von der International Mineralogical Association (IMA) zuletzt 2009 aktualisierte 9. Auflage der Strunz’schen Mineralsystematik ordnet den Elpasolith dagegen zunächst in die allgemeinere Abteilung der „Komplexen Halogenide“ ein. Diese ist weiter unterteilt nach der Kristallstruktur, so dass das Mineral entsprechend seinem Aufbau in der Unterabteilung „Insel-Aluminofluoride (Neso-Aluminofluoride)“ zu finden ist, wo es nur noch zusammen mit Kryolith und Simmonsit die „Kryolithgruppe“ mit der Systemnummer 3.CB.15 bildet.
In der vorwiegend im englischen Sprachraum gebräuchlichen Systematik der Minerale nach Dana hat Elpasolith die System- und Mineralnummer 11.06.02.01. Dies entspricht ebenfalls der Klasse der „Halogenide“ und dort der Abteilung der „Komplexe Halogenide – Aluminiumfluoride“ ein. Hier ist er als einziges Mitglied in einer unbenannten Gruppe mit der Systemnummer 11.06.02 innerhalb der Unterabteilung „Komplexe Halogenide - Aluminiumfluoride mit verschiedenen Formeln“ zu finden.

## Kristallstruktur
Elpasolith kristallisiert kubisch in der Raumgruppe Fm3m (Raumgruppen-Nr. 225) mit dem Gitterparameter a = 8,12 Å sowie vier Formeleinheiten pro Elementarzelle.

## Eigenschaften

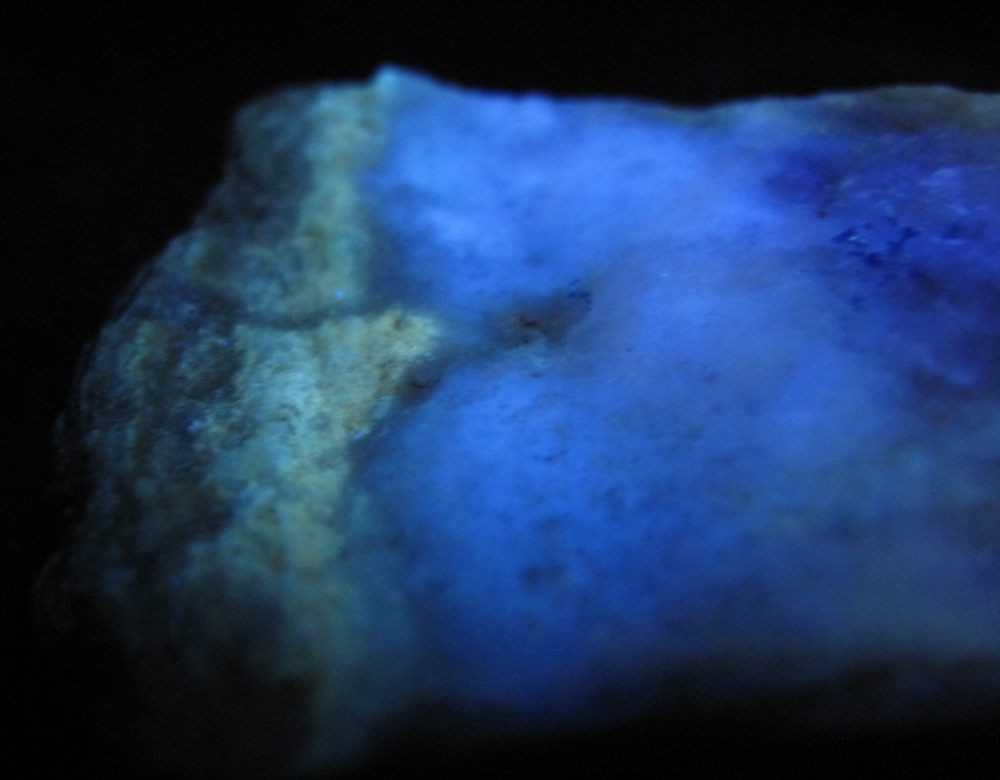
XRD-Probe mit blauviolett fluoreszierendem Elpasolith. Die cremeweiß fluoreszierende Kruste links besteht aus einer Mischung von Fluorit und Apatit

Gelegentlich zeigen Elpasolithproben unter UV-Licht eine bläuliche Fluoreszenz mit einem Stich ins Violette.

## Bildung und Fundorte

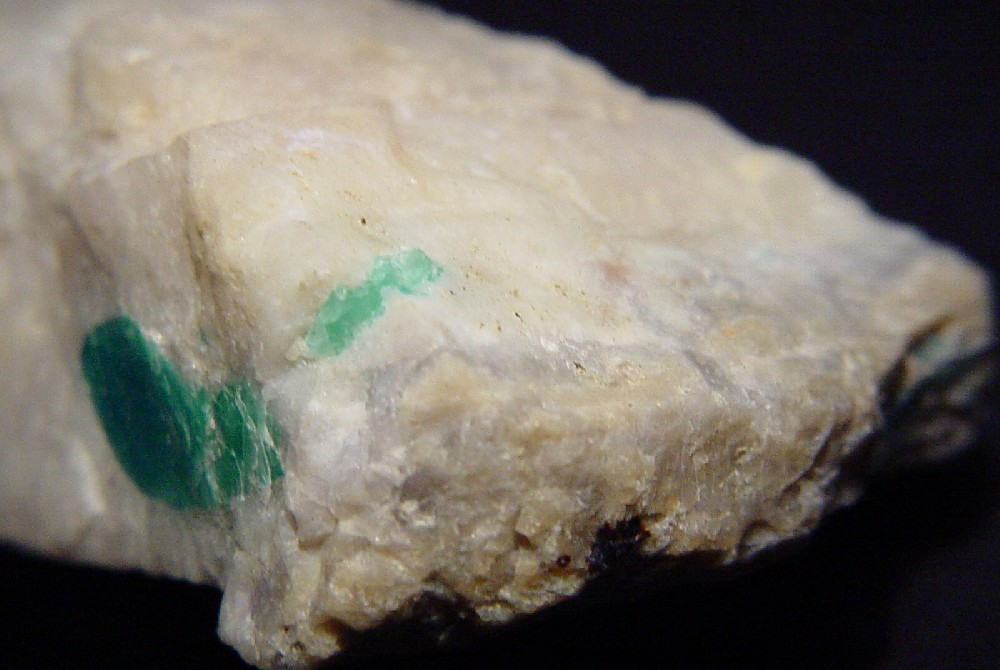
Elpasolith und Amazonit, teilweise überwachsen mit einer Mischung aus Fluorit und Apatit (Größe: 7 cm × 3 cm × 1 cm)

Elpasolith bildet sich in pegmatitischen Gängen sekundär aus fluorhaltigen Mineralen.
In der Typlagerstätte Pikes Peak in Colorado (USA) kommt er zusammen mit Kryolith, Pachnolith, Thomsenolith, Prosopit und Gearksutit vor. In Quarzgängen einer hydrothermalen Antimon-Lagerstätte in Italien (Cetine Mine) ist Elpasolith vergesellschaftet mit Hydrokenoralstonit, Rosenbergit, Gips, Fluorit und Quarz.
Weitere bekannte Fundorte sind unter anderem die Kryolithlagerstätte Ivittuut (Ivigtut) in Grönland; bei Chiusdino in der Toskana (Italien); in den Bergen Kedykverpakhk und Koaschwa auf der Halbinsel Kola sowie in der G.I. Gasberg's Topaz-Kryolite-Mine im südlichen Ural (Russland); in der Oblast Schytomyr in der Ukraine; sowie im Goldie Karbonatit in Fremont County (Colorado), im Zapot Pegmatit in Nevada und im Morefield Pegmatit in Virginia in den USA.